# Liste de parlementaires français morts à la Première Guerre mondiale
L'Empire allemand déclare la guerre à la République française le 3 août 1914, et la France participe ainsi durant quatre ans à la Première Guerre mondiale, dans le camp des Alliés et contre les empires centraux. Quelque 1 400 000 hommes français, dont des soldats coloniaux, sont tués à la guerre durant ce conflit.
Le régime politique en France est celui de la Troisième République, et Raymond Poincaré (Parti républicain démocratique) a été élu en 1913 président de la République, au scrutin indirect par l'Assemblée nationale. Des élections législatives ont eu lieu en avril et mai 1914, produisant le gouvernement de coalition de centre-gauche que mène le président du Conseil René Viviani (Parti républicain-socialiste). Le 26 août, en raison de la guerre, René Viviani prend la direction d'un nouveau gouvernement, d'Union sacrée, auquel participent tous les partis.
Engagés dans les forces armées ou bien civils, seize membres de la Chambre des députés et un sénateur sont tués à la guerre et reconnus comme morts pour la patrie. S'y ajoutent deux sénateurs morts après avoir été retenus en otage par les forces allemandes. En voici la liste,.

## Liste
| Nom                           | Nom | Parlementaire (dates)                                                                         | Parti | Parti                              | Régiment                                                                         | Date de naissance | Décès | Remarques |
| ----------------------------- | --- | --------------------------------------------------------------------------------------------- | ----- | ---------------------------------- | -------------------------------------------------------------------------------- | ----------------- | --- | --- |
| Pierre Goujon                 |     | Député de l'Ain depuis avril 1910.                                                            |       | Gauche radicale                    | Sous-lieutenant au 229e régiment d'infanterie.                                   | 31 août 1875      | 25 août 1914, à l'âge de 38 ans. Tué au combat à Méhoncourt. | |
| Émile Reymond                 |     | Sénateur de la Loire depuis août 1905.                                                        |       | Gauche républicaine                | Médecin-major de 1re classe au service de santé, détaché à l'aviation militaire. | 2 avril 1865      | 22 octobre 1914, à l'âge de 49 ans. Mortellement blessé d'une balle aux commandes de son appareil lors d'une reconnaissance aérienne au-dessus des lignes allemandes. Parvient à se poser et à communiquer son rapport avant de mourir à l'hôpital à Toul.                                                                 | Décoré de la Croix de chevalier de la Légion d'honneur sur son lit de mort.                                               |
| Paul Proust                   |     | Député de Savoie depuis mai 1914.                                                             |       | non-inscrit (républicain libéral)  | Sergent, 97e régiment d'infanterie.                                              | 10 avril 1882     | 24 octobre 1914, à l'âge de 32 ans. Tué au combat à Saint-Nicolas-lez-Arras. | |
| Édouard Nortier               |     | Député de la Seine depuis novembre 1911.                                                      |       | Républicains progressistes         | Capitaine au 73e régiment d'infanterie.                                          | 4 août 1859       | 6 novembre 1914, à l'âge de 55 ans. Mort à Boezinge, en Belgique, des blessures infligées au combat par un éclat d'obus. | |
| Frédéric Chevillon            |     | Député des Bouches-du-Rhône depuis juillet 1912.                                              |       | Gauche radicale                    | Sous-lieutenant au 132e régiment d'infanterie.                                   | 12 janvier 1879   | 21 février 1915, à l'âge de 36 ans. Tué au combat aux Éparges. | |
| Georges Chaigne               |     | Député de la Gironde depuis avril 1914.                                                       |       | Gauche républicaine                | Lieutenant dans l'infanterie, commandant une section de mitrailleuses.           | 9 octobre 1887    | 5 avril 1915, à l'âge de 27 ans. Tué au combat au bois de Mortmare, en Argonne. | |
| Alfred Mézières               |     | Député de Meurthe-et-Moselle de 1881 à 1898, puis Sénateur de Meurthe-et-Moselle depuis 1900. |       | Parti républicain démocratique     | -                                                                                | 19 novembre 1826  | 10 octobre 1915, à l'âge de 88 ans. Détenu en otage dans sa maison par l'occupant allemand, il meurt à Réhon, sa ville natale, une semaine après avoir été relâché. | |
| Émile Driant                  |     | Député de Meurthe-et-Moselle depuis avril 1910.                                               |       | Action libérale                    | Lieutenant-colonel, commandant les 56e et 59e bataillons de chasseurs à pied.    | 11 septembre 1855 | 22 février 1916, à l'âge de 60 ans. Tué au combat au bois des Caures au deuxième jour de la bataille de Verdun. | Promu officier de la Légion d'honneur en 1914. Rapporteur du projet de loi créant la Croix de Guerre, dont il fut décoré. |
| André Thome                   |     | Député de Seine-et-Oise depuis avril 1914.                                                    |       | Gauche démocratique                | Sous-lieutenant à la 147e brigade d'infanterie.                                  | 24 octobre 1879   | 10 mars 1916, à l'âge de 36 ans. Blessé au combat, il décède à Marre quelques heures plus tard. | Décoré de la Croix de chevalier de la Légion d'honneur sur son lit de mort.                                               |
| Josselin de Rohan-Chabot      |     | Député du Morbihan depuis avril 1914.                                                         |       | Groupe des droites                 | Capitaine dans l'infanterie.                                                     | 4 avril 1879      | 13 juillet 1916, à l'âge de 37 ans. Mort à Bray-sur-Somme de blessures reçues au combat durant la bataille de la Somme. | Décoré de la Croix de guerre pour sa conduite au fort de Douaumont où il est blessé en février 1916.                      |
| Maurice Bernard               |     | Député du Doubs depuis mai 1914.                                                              |       | Gauche radicale                    | Capitaine dans les chasseurs à pied.                                             | 5 mai 1877        | 10 octobre 1916, à l'âge de 39 ans. Détaché à l'aviation militaire, il meurt dans un accident de vol durant sa formation à l'école d'aviation de Pau. | Décoré de la Croix de guerre.                                                                                             |
| Charles Sébline               |     | Sénateur de l'Aisne depuis août 1905.                                                         |       | Gauche radicale                    | -                                                                                | 8 juin 1846       | 10 février 1917, à l'âge de 70 ans. Demeure durant la guerre à Montescourt-Lizerolles, dont il est maire. L'occupant allemand le retient en otage, puis détruit sa maison et le conduit à la gare d'Aulnoye pour le déporter en Allemagne. Il meurt « de fatigue et de froid » dans cette guerre alors qu'arrive le train. | Souffrant d'un handicap physique douloureux, il ne peut prendre la parole au Sénat qu'assis.                              |
| Raoul Briquet                 |     | Député du Pas-de-Calais depuis mai 1910.                                                      |       | SFIO                               | -                                                                                | 4 novembre 1875   | 25 mars 1917, à l'âge de 41 ans. Tué par une bombe allemande à Bapaume, où il distribuait avec le député Albert Tailliandier (ci-dessous) une aide à la population nouvellement libérée. | |
| Albert Tailliandier           |     | Député du Pas-de-Calais depuis mai 1914.                                                      |       | Fédération républicaine            | Sous-lieutenant au 8e régiment d'infanterie territoriale.                        | 28 avril 1875     | 25 mars 1917, à l'âge de 42 ans. Tué par une bombe allemande à Bapaume, où il distribuait avec le député Raoul Briquet (ci-dessus) une aide à la population nouvellement libérée. | |
| René Reille-Soult de Dalmatie |     | Député du Tarn depuis avril 1914.                                                             |       | non-inscrit (libéral progressiste) | Lieutenant, 62e régiment d'artillerie.                                           | 10 février 1888   | 20 juin 1917, à l'âge de 29 ans. Tué au combat à Essigny-le-Grand. | |
| Uriane Sorriaux               |     | Député du Pas-de-Calais depuis mai 1914.                                                      |       | SFIO                               | -                                                                                | 12 juillet 1859   | 26 juillet 1918, à l'âge de 59 ans. En zone occupée, il est arrêté par les Allemands et déporté en Belgique. Ayant aidé un prisonnier anglais évadé, il est emprisonné et meurt en prison à Vilvorde. | Travailleur dans les mines de charbon dès l'age de 10 ans.                                                                |
| Gaston Dumesnil               |     | Député du Maine-et-Loire depuis avril 1914.                                                   |       | Fédération républicaine            | Capitaine au 106e régiment d'infanterie.                                         | 24 janvier 1879   | 8 septembre 1918, à l'âge de 39 ans. Mort à Mont-de-Leuilly de blessures provoquées par des éclats d'obus. Son camarade le député Abel Ferry (ci-dessous), mortellement atteint par le même obus, meurt une semaine plus tard.                                                                                             | Blessé au combat en septembre 1915 et décoré de la Croix de guerre.                                                       |
| Abel Ferry                    |     | Député des Vosges depuis avril 1909.                                                          |       | Gauche radicale                    | Sous-lieutenant, 166e régiment d'infanterie.                                     | 26 mai 1881       | 15 septembre 1918, à l'âge de 37 ans. Mortellement blessé par un obus qui tue Gaston Dumesnil (ci-dessus), il agonise une semaine avant de mourir à Vauxaillon. | Neveu de Jules Ferry. |
| Henri Durre                   |     | Député du Nord de mai 1906 à mai 1910 puis depuis mai 1914.                                   |       | SFIO                               | -                                                                                | 15 septembre 1867 | 28 octobre 1918, à l'âge de 51 ans. Civil, il est tué par un soldat allemand à Anzin en rejoignant le Nord pour y être au moment de la libération. | |